# Sveabreen
Der Sveabreen (norwegisch für Schwedengletscher) ist ein breiter Gletscher im ostantarktischen Königin-Maud-Land. Er fließt zwischen der Sverdrupfjella und der Gjelsvikfjella.
Norwegische Kartografen, welche den Gletscher auch benannten, nahmen anhand von Luftaufnahmen und Vermessungen der Norwegisch-Britisch-Schwedischen Antarktisexpedition (1949–1952) und Luftaufnahmen der Dritten Norwegischen Antarktisexpedition (1956–1960) eine Kartierung vor.